# Ramón Valdivia
Ramón Darío Valdivia Jiménez (ur. 16 grudnia 1974 w Osunie) – hiszpański duchowny katolicki, biskup pomocniczy Sewilli od 2023.

## Życiorys

### Prezbiterat
Święcenia kapłańskie otrzymał 14 września 2003 i został inkardynowany do archidiecezji sewilskiej.

### Episkopat
1 kwietnia 2023 papież Franciszek mianował go biskupem pomocniczym archidiecezji Sewilli, ze stolicą tytularną Egabro. Sakry udzielił mu 27 maja 2023 arcybiskup José Ángel Saiz Meneses. 